# Klemens Frenszkowski
Klemens Frenszkowski (ur. 20 lipca 1899 w Tuławkach, 4 czerwca 1964 w Olsztynie) – Warmiak, organizator polskiej poczty w Olsztynie, działacz Polskiego Stronnictwa Ludowego, pisarz, folklorysta warmiński, świadek historii.
Spoczywa na cmentarzu komunalnym w Olsztynie (kw. 6 rząd 8 grób 4/5).

## Warto przeczytać
- K. Frenszkowski, Pamiętnik Warmiaka. Wstęp i opracowanie Jan Chłosta, Olsztyn 2005.